# Oasis (film, 2017)
Pour les articles homonymes, voir Oasis (homonymie).
Pour plus de détails, voir Fiche technique et Distribution.
Oasis (Oāze) est un court métrage d'animation letton réalisé par Gints Zilbalodis et sorti en 2017. Le film ne contient aucun dialogue. Au festival Lielais Kristaps, il remporte la nomination du meilleur film d'animation et du meilleur réalisateur d’animation pour Gints Zilbalodis. En 2019, le long métrage Ailleurs reprend et développe le sujet abordé dans Oasis.

## Synopsis
Chaque matin, un garçon se réveille dans le désert à côté d'un avion écrasé. Un monstre apparaît de l'épave de l'avion et se met à le poursuivre. Le seul endroit où il peut se réfugier est une oasis. Cependant, au fil du temps, la solitude commence à tourmenter le garçon de l'oasis. Un jour, il trouve un oiseau abandonné à qui il apprend à voler. Après un certain temps, tous deux sont prêts à partir à la découverte du monde,,.

## Fiche technique
- Titre : Oasis
- Réalisation : Gints Zilbalodis
- Scénario : Gints Zilbalodis
- Musique : Bertrams Pauls Purvišķis
- Image : Gints Zilbalodis
- Pays de production :  Lettonie
- Durée : 15 minutes
- Format : couleur - numérique - 2,35:1
- Dates de sortie : 22 mars 2017 (Holland Animation Film Festival à Utrecht)[3]